# District de Maonan
Le district de Maonan (茂南区 ; pinyin : Màonán Qū) est une subdivision administrative de la province du Guangdong en Chine. Il est placé sous la juridiction de la ville-préfecture de Maoming.